# Aleochara speculicollis

Aleochara speculicollis  (лат.) — вид коротконадкрылых жуков из подсемейства Aleocharinae. Северная Америка.

## Распространение
Канада (Альберта, Квебек, Онтарио, Саскачеван), США  (Аризона, Калифорния, Колорадо, Мичиган, Невада, Техас). До высоты 2590 м.

## Описание
Среднего размера коротконадкрылые жуки, длина тела 4,5 — 7,0 мм. Основная окраска коричневая и чёрная, надкрылья рыжевато-коричневые. Опушение желтовато-коричневое. Тело блестящее. Усики 11-члениковые. Передние, средние и задние лапки 5-члениковые (формула 5-5-5). Нижнечелюстные щупики состоят из 4 члеников (с 5-м псевдосегментом), а нижнегубные — из 3 (с 4-м псевдосегментом). Активны c мая по август. 
Вид был впервые описан в 1901 году, а его валидный статус подтверждён в 2016 году канадскими энтомологами Яном Климашевским (Jan Klimaszewski; Laurentian Forestry Centre, Онтарио, Канада) и Дэвидом Ларсоном (David J. Larson).